# Paroząb winnicowy
Paroząb winnicowy (Didymodon vinealis (Brid.) R.H. Zander) – gatunek mchu należący do rodziny płoniwowatych (Pottiaceae Schimp.). Występuje w północnej strefie umiarkowanej.

## Rozmieszczenie geograficzne
Występuje w Ameryce Północnej, Europie, Azji (Rosja, Chiny, Nepal, Indie) i północnej Afryce. W Polsce podawany m.in. z województwa śląskiego, z okolic Chrzanowa, Warszawy i Krakowa.

## Morfologia
GametofitFormuje gęste darnie lub poduszki. Rośliny przeważnie zielone do ciemnozielonych, zazwyczaj z rudawym odcieniem, dolne listki brązowe. Łodyżki osiągają od 0,5 do 2 cm wysokości. Listki łodygowe skręcone i stulone do słabo rozpostartych w stanie suchym, rozpostarte do odgiętych, gdy wilgotne. Blaszka lancetowata, długości 0,8–2,5 mm, rzadziej do 4 mm, wierzchołek zaostrzony. Żebro niewystające lub lekko wystające z wierzchołka.
SporofitSeta długości 0,8–1 cm. Puszka zarodni długości 1,5–2,5 mm. Perystom o 32 zębach, do połowy lub jednokrotnie skręconych, długości do 1300 µm, sporadycznie śladowych lub nieobecnych. Zarodniki o średnicy 9–12 µm.

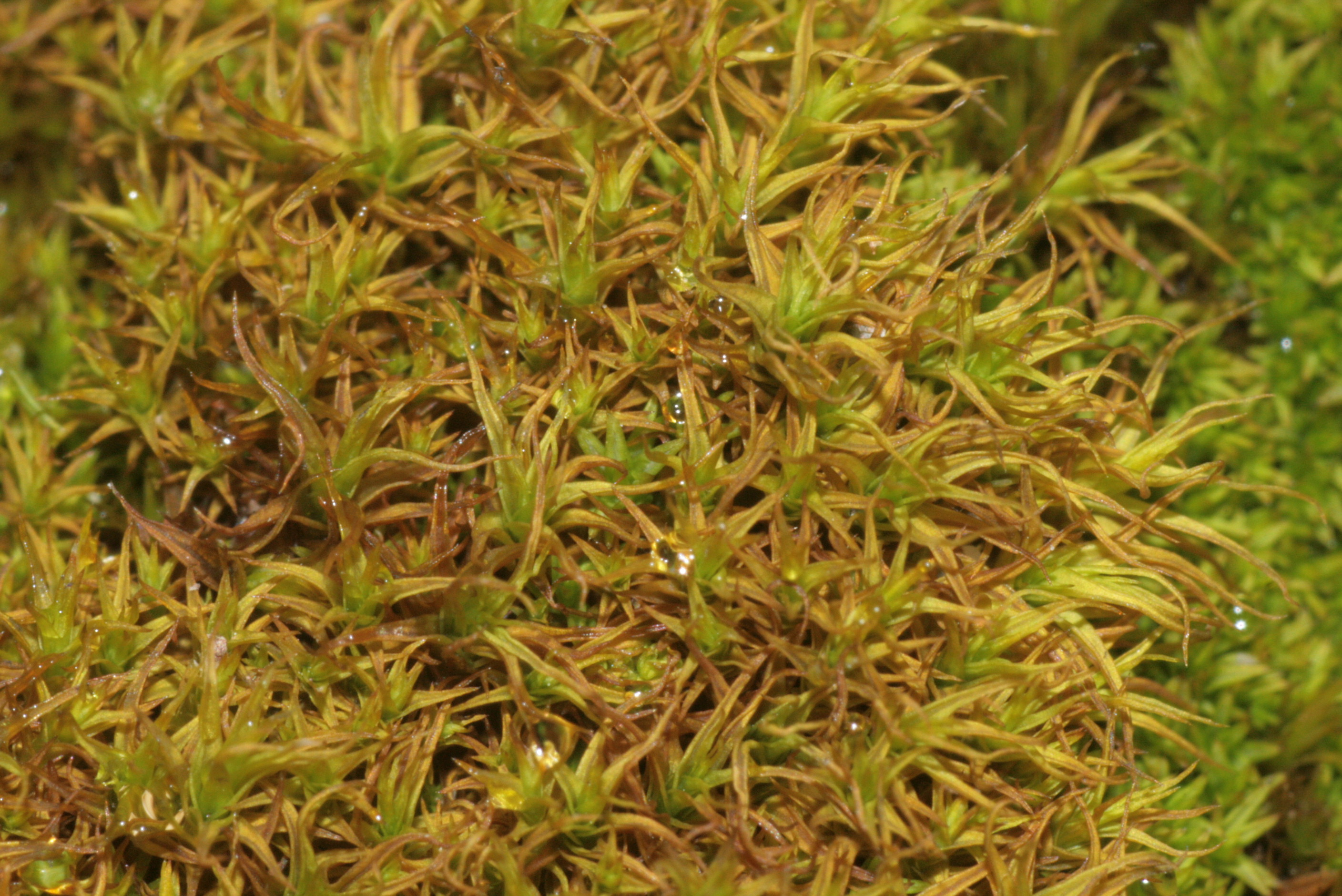
Pokrój
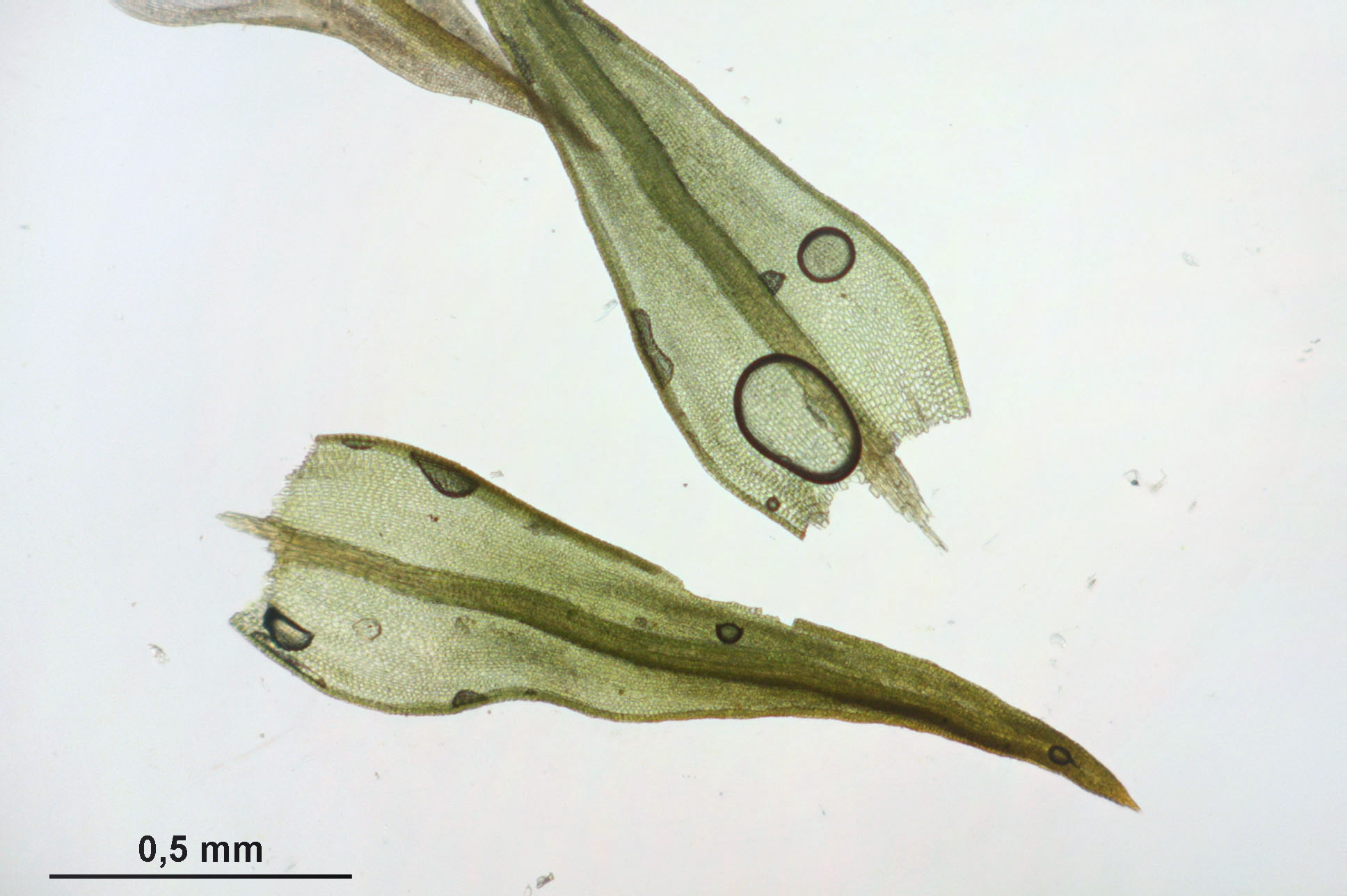
Listki

Gatunki podobneParoząb sztywny Didymodon rigidulus ma zwykle ciemniejszy zielony kolor, rośnie w wilgotniejszych, zacienionych miejscach, puszki wykształca później. D. nicholsonii jest ciemniejszy i zwykle porasta asfalt, ścieżki żwirowe, betonowe i brzegi rzek. Listki D. fallax odginają się od łodyżki, są skręcone w stanie suchym. Listki Ceratodon purpureus mają zmienny kolor, ale często są rudawe, z błyszczącymi brzegami, gatunek ten często wytwarza puszki.

## Biologia i ekologia
Sporogony wytwarza rzadko, od wiosny do lata.
Rośnie na skałach wapiennych lub glebie na łąkach. Lokalnie pospolity na suchych murach i niezacienionych skałach.

## Systematyka i nazewnictwo
Synonimy: Barbula bakeri Cardot & Thér., Barbula chrysochaete Müll. Hal., Barbula circinnatula Müll. Hal. & Kindb., Barbula cylindrica (Taylor) Schimp., Barbula elbertii Broth., Barbula fusca Müll. Hal., Barbula horridifolia Müll. Hal. & Kindb., Barbula lateritia Kindb., Barbula luehmannii Broth. & Geh., Barbula pachydictyon Broth., Barbula pseudorigidula Kindb., Barbula rectifolia Taylor, Barbula robustifolia Müll. Hal. & Kindb., Barbula semitorta Sull., Barbula subcontorta Broth., Barbula subcylindrica Broth., Barbula subgracilis Müll. Hal. & Kindb., Barbula subtorquata Müll. Hal. & Hampe, Barbula torquata Taylor, Barbula tortellifolia Müll. Hal. & Kindb., Barbula treleasii Cardot & Thér., Barbula vinealis Brid., Barbula virescens Lesq., Tortula insulana De Not.
Odmiany:
- Didymodon vinealis var. luridus (Hornsch.) R.H. Zander
- Didymodon vinealis var. rubiginosus (Mitt.) R.H. Zander

## Zagrożenia i ochrona
Gatunek został wpisany na czerwoną listę mchów województwa śląskiego z kategorią zagrożenia „DD” (o nieokreślonym zagrożeniu, wymagające dokładniejszych danych, stan na 2011 r.). W Czechach w 2005 r. również nadano mu kategorię „DD”, zaś w 2001 r. na Słowacji kategorię „NT” (bliski zagrożenia).